# ランサィンルゲ組織
ランサィンルゲ組織(計画青年組織)（英：Programme Youth Organization、ビルマ語: လမ်းစဉ်လူငယ်အဖွဲ့) は　ミャンマー の 青年組織 でした。この組織は　3つのブランチで　構成されました;　
(1)テイザルゲ、တေဇလူငယ်(栄光の青春)、
(2)シェイソンルゲ、ရှေ့ဆောင်လူငယ်(パイオニア青春)、
(3)ランサィンルゲ、လမ်းစဉ်လူငယ်(計画青年)。

## 沿革
1964年3月1日、ビルマボーイスカウトガールガイド連合の局長 イェフトゥーン(ရဲထွန်း)は ビルマ連邦革命委員會がビルマボーイスカウト連合を解散させたと報告しました。協会の資産は教育省に引き渡され、ビルマ社会主義計画党の青年部であるランサィンルゲ組織(計画青年組織)の結成が承認されました。